# Sochinsogonia crascentis
Sochinsogonia crascentis är en insektsart som beskrevs av Young 1986. Sochinsogonia crascentis ingår i släktet Sochinsogonia och familjen dvärgstritar. Inga underarter finns listade i Catalogue of Life.